# Komunikacja miejska w Kraśniku
Komunikacja miejska w Kraśniku – system miejskich linii komunikacyjnych w Kraśniku, obsługiwany przez Miejskie Przedsiębiorstwo Komunikacyjne w Kraśniku oraz kilku przewoźników prywatnych.

## Historia MPK Spółka z o.o. w Kraśniku

### Lata 60. XX wieku–2009
Początki komunikacji miejskiej w Kraśniku sięgają lat sześćdziesiątych XX wieku. Wtedy, odrębne wówczas miasta: Kraśnik i Kraśnik Fabryczny kilkoma liniami autobusowymi obsługiwało PKS Kraśnik. Po połączeniu miast w dniu 1 października 1975 r., obie dzielnice łączyła długa ulica Szymańskiego (obecnie Urzędowska), licząca prawie 7 km. Wobec tak dużych odległości oraz braku możliwości zaspokojenia potrzeb przewozowych mieszkańców przez PKS, władze miasta podjęły decyzję o utworzeniu własnej komunikacji miejskiej. Inauguracja nastąpiła w dniu 21 lipca 1976 r. poprzez utworzenie Zakładu Komunikacji Miejskiej w Kraśniku, filii Miejskiego Przedsiębiorstwa Komunikacyjnego w Lublinie. Od dnia następnego rozpoczęto regularne przewozy na liniach komunikacyjnych przejętych od PKS:
1: Młyńska – Racławicka;
2: Dworzec PKP – Racławicka;
3: Stróża – Racławicka.
Do obsługi linii ZKM dostał z Lublina 10 sztuk autobusów marki San H-100B. Trzy miesiące później przybyło 37 kolejnych Sanów. Jeszcze w tym samym roku pojawiły się Autosany H9-35.
Od samego początku układ komunikacyjny ulegał dużym modyfikacjom. Linia nr 1 została wydłużona do ulicy Cegielnianej, natomiast linia nr 3 do miejscowości Karpiówka. Ponadto, do 1990 roku powstały następujące linie:
1A: Kowalin – Racławicka;
2A: Dworzec PKP – Racławicka (przez ulicę Obwodową);
3A: Słodków Drugi – Racławicka;
3B: Słodków Trzeci – Racławicka;
4: Dworzec PKP – Urzędów;
4A: Dworzec PKP – Bęczyn;
5: Dworzec PKP – Liśnik Mały, w późniejszym okresie Dworzec PKP – Mikulin;
6: Podlesie – Racławicka;
7: Dworzec PKP – Karpiówka;
7A: Dworzec PKP – Sulów;
8: Dworzec PKP Dzierzkowice – Rynek;
9: Mickiewicza – Słodków Pierwszy (przez Wyżnicę);
10: Racławicka – Popkowice, w późniejszym okresie Racławicka – Pułankowice;
11: Kolejowa – Mickiewicza (przez Wyżnicę);
12: Narutowicza – Wilkołaz;
13: Dworzec PKP – Racławicka (przez al. Tysiąclecia i ulicę Koszarową), w późniejszym okresie Racławicka – Dzierzkowice-Wola;
14: Racławicka – Boby;
A: Partyzantów (obecnie Piłsudskiego) – Racławicka (linia przyspieszona).
W latach osiemdziesiątych zaczęto wymieniać tabor na Jelcze PR110 oraz M11. W latach dziewięćdziesiątych, na skutek szybkiego starzenia się taboru, sprzedano wiele sztuk autobusów jelcz PR110 oraz zakupiono 8 sztuk duńskich autobusów marki DAB (wszystkie zostały skasowane do roku 2002).
W 1990 roku ZKM odłączył się od MPK Lublin i zmienił nazwę na Miejskie Przedsiębiorstwo Komunikacyjne w Kraśniku. W 1992 roku przedsiębiorstwo przekształcono w spółkę z ograniczoną odpowiedzialnością. W związku z brakiem zainteresowania okolicznych gmin, zrezygnowano na rzecz przewoźników prywatnych z obsługi większości linii podmiejskich. Jednakże już w 1997 roku przywrócono obsługę komunikacją miejską gminy wiejskiej Kraśnik. Na skutek szybkiego rozwoju komunikacji prywatnej wykonującej przewozy mikrobusami, na początku XXI wieku mówiono już o likwidacji przedsiębiorstwa, ale już w 2001 roku zakupiono 4 małe autobusy marki Autosan H7-20.01. Następnie, w 2005 roku zakupiono 2 busy Iveco Daily. Kolejne autobusy we flocie przewoźnika pojawiły się w 2007 roku – były to 2 Neoplany N4009 oraz MAN NM 222. W 2008 roku przedsiębiorstwo nabyło Jelcza L081MB oraz Neoplana N316/NF. Skasowano natomiast wszystkie Jelcze M11, oraz dwie sztuki Jelczy 120M.

### 2009–2016
W dniu 05 stycznia 2009 MPK w Kraśniku zrezygnowało z obsługi linii nr 1 i 4, natomiast linia 7 została skrócona. W 2009 r. przedsiębiorstwo wygrało przetarg na obsługę komunikacji miejskiej do 2018 r. W związku z tym, 1 czerwca 2009 r. została ponownie wydłużona linia nr 7 na zmodyfikowanej trasie. 3 czerwca 2009 do MPK przybył nowy autobus Autosan Solina. Ponadto, od dnia 1 listopada 2009 r. miejski przewoźnik zaczął obsługę linii nr 8 do Sosnowej Woli. Od dnia 19 listopada 2010 r. przewoźnik ponownie rozpoczął obsługę linii nr 6 do Podlesia. Wobec braku dofinansowania ze strony Wójta Gminy Dzierzkowice, linia nr 8 została zlikwidowana 11 lutego 2011 r.
W roku 2011, w ramach Regionalnego Programu Operacyjnego, MPK w Kraśniku zakupiło 5 sztuk nowych pojazdów:
- Autosan H7.20.08 Solina City – 3 szt.;
- Autosan A8V Wetlina City – 1 szt.;
- Autosan M09LE Sancity – 1 szt.

1 września 2011 r. ponownie uruchomiono linię nr 9 łączącą obie dzielnice miasta przez miejscowości Suchynia i Wyżnica.
W lutym 2012 r. w 5 autobusach zainstalowano system monitoringu. W jego skład wchodzą 4 kamery (2 wewnątrz i 2 na zewnątrz pojazdu) oraz monitor dla kierowcy. System posiada dysk twardy 500gb, umożliwiający długotrwały zapis nagrań. W autobusach pojawił się także system informacji pasażerskiej, a także tablice diodowe. W tym samym roku MPK Kraśnik wyremontowało także swoją siedzibę oraz zmodernizowało dyspozytornię. W marcu 2012 r. MPK w Kraśniku wprowadziło nowy design internetowego rozkładu jazdy, natomiast wraz z wprowadzeniem wakacyjnego rozkładu na przystankach komunikacji miejskiej pojawił się nowy wzór tabliczek przystankowych.
Z okazji „Dni Kraśnika 2012” MPK sprowadziło na jeden dzień do miasta zabytkowy autobus – SAN H100, który został wypożyczony od Klubu Miłośników Komunikacji Miejskiej w Warszawie. Kursy te cieszyły się sporym zainteresowaniem ze strony mieszkańców, dlatego też w listopadzie 2012 r. firma zdecydowała się na uruchomienie programu wycieczek edukacyjnych dla kraśnickich szkół. W programie wycieczek są m.in. przejazdy autobusami MPK po ciekawych miejscach w mieście, a także lekcja historii oraz zwiedzanie zajezdni.
4 grudnia 2012 r. MPK Kraśnik zakupiło kolejny autobus – Solaris Urbino 9.
We wrześniu 2013 r. został sprzedany Neoplan N316L/NF. Zastąpił go autokar turystyczny MAN 11.230 HCOL. Autokar posiada 38 miejsc siedzących, luki bagażowe, klimatyzację, DVD oraz zestaw Hi-Fi. Pojazd obsługuje wszelkiego rodzaju wynajmy i wycieczki.
Od 5 maja 2014 r. linia nr 6 rozpoczęła kursowanie przez ul. Piaskową, Od 1 listopada 2014 r. przez tę ulicę zostały skierowane również w dni świąteczne określone kursy linii nr 2 i 7.
5 grudnia 2014 r. MPK w Kraśniku zakupiło autobus MAN NL263, natomiast 30 czerwca 2015 r. następny pojazd – MAN NL223.

### Od 2016
W 2016 roku firma obchodziła swoje 40-lecie. Z tej okazji zorganizowano galę, na której między innymi nagrodzono długoletnich pracowników. Gala odbyła się 22 Lipca, w tym dniu kursowała także specjalna linia autobusowa, obsługiwana zabytkowym Jelczem PR100 Berliet. W sierpniu 2016 zezłomowano najstarszy pojazd w ówczesnym taborze – Neoplana N4009NF #102 z 1995 roku. Jako uzupełnienie taboru po zezłomowanym Neoplanie zakupiono MANA NL223 z 2003 roku. Jest to już drugi MAN tego typu. Końcówka sierpnia 2016 to także okres w którym MPK Kraśnik testowało mini autobusu tureckiej produkcji – Karsan JEST. Autobus przeznaczony do obsługi mniej uczęszczanych linii testowany był na liniach 1 oraz 9.
Pozyskiwanie nowych autobusów wiąże się z planami dotyczącymi otwierania przez przewoźnika nowych linii komunikacyjnych. W chwili obecnej 16 pojazdów obsługuje linie: 1, 2, 6, 7, 9, 14 i F oraz wykonuje przewozy szkolne dla Szkoły Podstawowej nr 3 w Kraśniku. Ponadto, MPK prowadzi działalność dodatkową – wynajem autobusów oraz użyczanie powierzchni reklamowych w pojazdach. Średnia wieku pojazdów MPK to około 6 lat.
W 2017 roku przedsiębiorstwo pozyskało 3 autobusy 12-metrowe marki MAN – model A21 NL223. Pojazdy pochodzą z rynku wtórnego. Poprzednio autobusy te kursowały w Niemczech. Autobusy pochodzą z 2002 i 2003 roku. Pojazdy oznaczone numerami #118 i #119 zostały wyleasingowane, pojazd o numerze #120 został zaś zakupiony ze środków własnych spółki. Od 1 Marca 2017 firma wprowadzi także nowy rozkład jazdy, nowością będzie linia nr. 8 na trasie Cmentarz Komunalny – os.Domki – Dworzec PKP. Linia 1 została skierowana przez ul. Armii Krajowej do ul. Cegielnianej. W dni robocze w godzinach szczytu wprowadzono także takty 10-minutowe. MPK Kraśnik będzie zatem obsługiwać linie 1, 2, 6, 7, 8, 9, 14, F oraz przewozy szkolne z flotą 19-stu autobusów.
W 2019 roku firma raz jeszcze przeorganizowała swój rozkład jazdy. W wyniku zmian wprowadzona została wspólna częstotliwość modułowa na głównym ciągu komunikacyjnym – od ul. Racławickiej do ul. Narutowicza. Na tym odcinku wszystkie linie kursują we wspólnych taktach, które wynoszą: 10 minut w szczycie, 15 poza szczytem, 20-25 rano, wieczorem oraz w soboty, niedziele i dni świąteczne. Zwiększyła się także ilość kursów przez ul. Janowską i Zaklikowską, gdzie komunikacja miejska dotarła także w weekendy. Nowością jest również nowa weekendowa trasa linii 6, która powstała w wyniku konsolidacji linii 1 i 6.
W wyniku trudności serwisowych i awarii firma w Kwietniu 2019 sprzedała autobus Autosan Sancity 9LE, w zamian za którego zakupiono Mercedesa Ciaro K z 2007 roku. Rok 2019 to także okres testów w kraśnickim MPK. W związku z planowaną wymianą taboru firma testowała już pojazdy Karsan ATAK, BMC Neocity 8,5 LF, Sor EBN11 Isuzu Citibus B902. Zaplanowano także testy Isuzu Novocity Life i Solarisa Urbino 12 Hybrid.
1 lutego 2020 wprowadzono w Kraśniku program umożliwiający bezpłatne korzystanie z kursów MPK dla osób powyżej 60. roku życia, młodzieży szkolnej oraz dzieci do 7 roku życia. 2 marca2020 wprowadzono nowy rozkład jazdy, w którym znalazła się linia nr 11, której MPK nie obsługiwało od końca lat 90. Dodatkowo uruchomiono nowe przystanki na al. Tysiąclecia (początkowo skierowano tam wariantowe kursy linii 1, 2, 6 i 7, lecz docelowo planowana jest odrębna linia przez tę ulicę). Autobusy obsługujące przystanki Szpital Powiatowy 01 i 02 poruszają się ulicami Faustyny, Koszarową i Chopina. W związku z powstaniem nowych przystanków na ul. Słowackiego tą ulicą skierowano kursy linii 9 i 11 rozpoczynające i kończące bieg przy Bramie FŁT.

## Linie komunikacyjne MPK Spółka z o.o. w Kraśniku
| Numer linii | Trasa |
| 1           | Cegielniana (Spławy Pierwsze) – Kościuszki – Piłsudskiego – Strażacka – Narutowicza – Janowska – Romana Grońskiego „Żbika” – Armii Krajowej – Lubelska – Urzędowska – Skrzyżowanie FŁT – Inwalidów Wojennych – al. Niepodległości – Racławicka (powrót: Racławicka – Krasińskiego – Mickiewicza – al. Niepodległości – ...) [określone kursy przez al. Tysiąclecia] |
| 2           | Dworzec PKP – Kolejowa – Lubelska – Narutowicza – Lubelska – Urzędowska – Skrzyżowanie FŁT – Inwalidów Wojennych – al. Niepodległości – Racławicka (powrót: Racławicka – Krasińskiego – Mickiewicza – al. Niepodległości – ...) [określone kursy przez ul. Obwodową,ul.Armii Krajowej i św. Faustyny] [określone kursy przez al. Tysiąclecia] |
| 6           | Podlesie – Podleska – Piłsudskiego – nawrót przy Kościuszki – Piłsudskiego – Strażacka – Narutowicza – Lubelska – Urzędowska – św. Faustyny – Piaskowa – Urzędowska – Skrzyżowanie FŁT – Inwalidów Wojennych – al. Niepodległości – Racławicka (powrót: Racławicka – Krasińskiego – Mickiewicza – al. Niepodległości – ...)[określone kursy przez al. Tysiąclecia] |
| 7           | Dworzec PKP – Kolejowa – Lubelska – Narutowicza – pl. Wolności – Kościuszki – Piłsudskiego – Strażacka – Narutowicza – Lubelska – Urzędowska – Skrzyżowanie FŁT – Inwalidów Wojennych – al. Niepodległości – Racławicka (powrót: Racławicka – Krasińskiego – Mickiewicza – al. Niepodległości – ... – Narutowicza – pl. Wolności – Kościuszki – Piłsudskiego – Strażacka – Narutowicza – ...) [określone kursy przez ul. Obwodową i św. Faustyny] [określone kursy przez al. Tysiąclecia] |
| 8           | Racławicka – Sikorskiego – Krasińskiego – Cmentarz Komunalny – Krasińskiego – Graniczna – Mickiewicza – Mickiewicza Główny – al. Młodości – Konopnickiej – Balladyny – Inwalidów Wojennych – Skrzyżowanie FŁT – Urzędowska – Lubelska – Mostowa – Narutowicza – Janowska – Łącznik do Słodkowa I – Słodków I – Pasieka – Widerlika – Rzeczycka – Zaklikowska – Narutowicza – Strażacka – Piłsudskiego [określone kursy pomijają skrócone do Bramy FŁT, Piłsudskiego, Narutowicza] [określone kursy pomijają ul. Janowską, Rzeczycka, Zaklikowską i Widerlika, oraz miejscowości Słodków I i Pasieka] [określone kursy rozpoczynają bieg na ul. Cegielnianej] |
| 9           | Cegielniana (Spławy Pierwsze) – Kościuszki – Piłsudskiego – Strażacka – Narutowicza – Lubelska – Oboźna – Suchyńska – Suchynia – Wyżnica-Kolonia – Wyżnica – Wyżnianka-Kolonia – Krasińskiego – Mickiewicza Główny powrót: Mickiewicza Główny – Mickiewicza – al. Niepodległości – Racławicka – Krasińskiego – ... – Narutowicza – Lubelska – Kolejowa – Dworzec PKP) [określone kursy skrócone do Bramy FŁT] [okreśolne kursy przez Pasiekę] [określone kursy do Piłsudskiego] [określone kursy ze zjazdem na ul. Festiwalową] |
| 11          | Dworzec PKP – Kolejowa – Lubelska – Mostowa – Narutowicza – Struga – Lubelska – Oboźna – Suchyńska – Suchynia – Wyżnica-Kolonia – Wyżnica – Wyżnianka-Kolonia – Krasińskiego – Mickiewicza Główny – Słowackiego – Balladyny – Inwalidów Wojennych – Urzędowska – Fabryczna – Brama FŁT powrót: Brama FŁT – Fabryczna – Słowackiego – Mickiewicza Główny – Mickiewicza – al. Niepodległości – Racławicka – Krasińskiego – ... – Narutowicza – Lubelska – Kolejowa – Dworzec PKP) [określone kursy skrócone do Mickiewicza Główny lub Lubelskiej ZDZ, określone kurs przez Piłsudskiego]                                                                       |
| F           | Racławicka – Krasińskiego – Mickiewicza – al. Niepodległości – Inwalidów Wojennych – Skrzyżowanie FŁT – Urzędowska – Fabryczna – FŁT (powrót: FŁT – Fabryczna – Skrzyżowanie FŁT – ...) |

## Tabor MPK Spółka z o.o. w Kraśniku
| Typ autobusu                | przewóz osób na wózkach | Rok produkcji     | Liczba |
| --------------------------- | ----------------------- | ----------------- | ------ |
| Autosan A8V                 | przewóz osób na wózkach | 2009,2011         | 2      |
| Autosan H7.20               | przewóz osób na wózkach | 2011              | 2      |
| Jelcz L081MB                |                         | 2006              | 1      |
| Mercedes-Benz Citaro K      | przewóz osób na wózkach | 2007              | 1      |
| Peugeot Partner (Pogotowie) |                         | 2012              | 1      |
| Iveco Rossero First City    | przewóz osób na wózkach | 2011              | 1      |
| Solaris Urbino 12           | przewóz osób na wózkach | 2007,2009         | 5      |
| MAN Lion’s City A35 NM283   | przewóz osób na wózkach | 2009              | 3      |
| MAN NL 223                  | przewóz osób na wózkach | 2003              | 1      |
| MAN Lion’s City             | przewóz osób na wózkach | 2007,2009         | 3      |
| ZAZ A08 City                | przewóz osób na wózkach | 2022              | 3      |
| ZAZ A10 City                | przewóz osób na wózkach | 2023              | 1      |
| Wszystkie pojazdy           | Wszystkie pojazdy       | Wszystkie pojazdy | 23     |